# Nagapattinam (huyện)
Huyện Nagapattinam là một huyện thuộc bang Tamil Nadu, Ấn Độ. Thủ phủ huyện Nagapattinam đóng ở Nagapattinam. Huyện Nagapattinam có diện tích 2716 ki lô mét vuông. Đến thời điểm năm 2001, huyện Nagapattinam có dân số 1487055 người.